# Palpomyia varipilus
Palpomyia varipilus är en tvåvingeart som beskrevs av Jean-Jacques Kieffer 1924. Palpomyia varipilus ingår i släktet Palpomyia och familjen svidknott. Inga underarter finns listade i Catalogue of Life.